# 맹시
맹시(영어: blindsight)는 시각 자극 처리에 대한 의식적 경험은 없지만, 무의식적으로 자극을 처리하는 현상을 말한다. 배쪽 흐름(ventral pathway)에 손상을 입었지만 등쪽 흐름(dorsal pathway)의 손상은 없는 환자들에게서 발생한다. 물체의 움직임 등에 대해 의식적으로 지각할 수는 없지만, 무의식적으로는 지각할 수 있다.

## 예시
움직이는 물체를 인식하지는 못하지만 잡을 수는 있다.

## 같이 보기
- 두 흐름 가설
- 먼지세포성 세포(koniocellular cell)